# Denver Broncos 2020
La stagione 2020 dei Denver Broncos è stata la 51ª della franchigia nella National Football League, la 61ª complessiva e la seconda con Vic Fangio come capo-allenatore. La squadra tentava di migliorare il record di 7-9 della stagione precedente e fare ritorno ai playoff per la prima volta dal 2015 ma, decimata dagli infortuni e da cattive prestazioni dell'attacco, subì la quarta stagione consecutiva con un record negativo, terminando sul 5-11.

## Scelte nel Draft 2020
| Scelte dei Broncos nel Draft 2020 |        |                    |       |                    |      |
| Giro                              | Scelta | Giocatore          | Ruolo | College            | Note |
| 1                                 | 15     | Jerry Jeudy        | WR    | Alabama            |      |
| 2                                 | 46     | K.J. Hamler        | WR    | Penn State         |      |
| 3                                 | 77     | Michael Ojemudia   | CB    | Iowa               |      |
| 3                                 | 83     | Lloyd Cushenberry  | C     | LSU                |      |
| 3                                 | 95     | McTelvin Agim      | DL    | Arkansas           |      |
| 4                                 | 118    | Albert Okwuegbunam | TE    | Missouri           |      |
| 5                                 | 178    | Justin Strnad      | LB    | Wake Forest        |      |
| 6                                 | 181    | Netane Muti        | G     | Fresno State       |      |
| 7                                 | 252    | Tyrie Cleveland    | WR    | Florida            |      |
| 7                                 | 254    | Derrek Tuszka      | DE    | North Dakota State |      |

## Staff
| Staff dei Denver Broncos nel 2020 |
| --- |
| Organi dirigenziali - Proprietario – Fondo di Pat Bowlen - Presidente/CEO – Joe Ellis - Presidente delle operazioni di football – John Elway - General Manager – George Paton - Direttore del personale dei giocatori – Matt Russell - Assistente del direttore del personale professionistico – A.J. Durso - Dirigente sportivo – Rich Hurtado - Dirigente sportivo – Mark Thewes - Direttore dello sviluppo dei giocatori – Ray Jackson - Direttore degli osservatori del college – Brian Stark - Assistente del direttore degli osservatori – Darren Mougey Capo allenatore - Vic Fangio - Assistente Capo Allenatore/Controllo qualità della difesa - Mike Hiestand Altri allenatori - Preparatore atletico – Loren Landow - Assistente p.a. – Anthony Lomando - Assistente p.a. – Cedric Smith Allenatori dell'attacco - Coordinatore offensivo – Pat Shurmur - Quarterback – Mike Shula - Running back – Curtis Modkins - Wide receiver – Zach Azzanni - Tight end – Wade Harman - Offensive line – Mike Munchak - Assistente offensivo – Chris Kuper - Controllo qualità dell'attacco – Rob Calabrese - Controllo qualità dell'attacco - Justin Rascati Allenatori della difesa - Coordinatore difensivo – Ed Donatell - Defensive line – Bill Kollar - Outside Linebacker – John Pagano - Linebacker – Reggie Herring - Defensive backs – Renaldo Hill - Assistente difensivo – Chris Beake - Controllo qualità della difesa – Nathaniel Willingham Allenatori dello special team - Coordinatore dello special team – Tom McMahon - Assistente dello special team – Chris Gould |

## Roster
| Roster dei Denver Broncos nel 2020 |
| --- |
| Quarterback - 3 Drew Lock - 9 Jeff Driskel Running Back - 25 Melvin Gordon - 30 Phillip Lindsay - 28 Royce Freeman - 32 LeVante Bellamy Wide Receiver - 14 Courtland Sutton - 10 Jerry Jeudy - 17 DaeSean Hamilton - 13 K.J. Hamler - 11 Diontae Spencer - 81 Tim Patrick - 86 Tyrie Cleveland - 2 Kendall Hinton Tight End - 87 Noah Fant - 88 Nick Vannett - 85 Albert Okwuegbunam - 84 Troy Fumagalli - 89 Austin Fort - 80 Jake Butt Offensive Linemen - 61 Graham Glasgow G - -- Demar Dotson RT - 72 Garett Bolles LT - 79 Lloyd Cushenberry C - 69 Jake Rodgers T - 66 Dalton Risner G - 71 Austin Schlottmann G - 76 Calvin Anderson T - 50 Patrick Morris C - 63 Tyler Jones T - 75 Quinn Bailey T - 77 Hunter Watts T Defensive Linemen - 99 Jurrell Casey DE - 96 Shelby Harris NT - 94 McTelvin Agim DL - 93 Dre'Mont Jones DE - 98 Mike Purcell NT - 57 DeMarcus Walker DE - 92 Jonathan Harris DL Linebacker - 55 Bradley Chubb OLB - 53 Malik Carney OLB - 97 Jeremiah Attaochu OLB - 51 Austin Calitro OLB - 47 Josey Jewell ILB - -- Mark Barron ILB - 45 A.J. Johnson ILB - 43 Joseph Jones ILB - 58 Von Miller OLB - 59 Malik Reed OLB Defensive Back - 21 A.J. Bouye CB - 41 De'Vante Bausby CB - 29 Bryce Callahan CB - 23 Michael Ojemudia CB - 49 Alijah Holder CB - 20 Duke Dawson CB - 27 Davontae Harris CB - 34 Essang Bassey CB - 36 Trey Marshall SS - 31 Justin Simmons FS - 22 Kareem Jackson SS - 35 Douglas Coleman III FS Special Team - 46 Jacob Bobenmoyer LS - 8 Brandon McManus K - 6 Sam Martin P Lista delle riserve - 40 Justin Strnad ILB - 70 Ja'Wuan James RT - 83 Andrew Beck TE (Covid-19) - 90 Kyle Peko NT - 73 Netane Muti G - 68 Elijah Wilkinson T Squadra di allenamento - 75 Quinn Bailey T - 41 De'Vante Bausby CB - 32 LeVante Bellamy RB - 12 Trinity Benson WR - 19 Fred Brown WR - 39 Jeremy Cox RB - 33 Alijah Holder FS - 37 P.J. Locke S - 50 Patrick Morris C - 74 Darrin Paulo T - 69 Jake Rodgers T - 4 Brett Rypien QB - 48 Derrek Tuszka OLB - 54 Josh Watson ILB - 90 DeShawn Williams DE 53 attivi, 7 inattivi, 15 nella squadra di allenamento |
| Legenda - I rookie sono in corsivo. - Il primo ruolo è il principale mentre gli eventuali successivi indicano i ruoli secondari. - (IR) sta per Injured Reserve ed indica la lista ristretta per un solo giocatore infortunato che può tornare ad allenarsi dopo la settimana 6 e a rientrare in prima squadra dopo che questa ha giocato 8 partite. - (NF-Inj.) / (NF-Ill.) stanno rispettivamente per Non-Football Injured e Non-Football Illness ed indicano le liste dove viene inserito un giocatore che ha un infortunio o una malattia non dipendente dal football americano. - (PUP) sta per Physically Unable to Perform ed indica la lista dove viene inserito un giocatore mentre è in attesa di recuperare la condizione fisica. Nella stagione regolare dopo la sesta partita giocata dalla propria squadra, il giocatore ha tempo tre settimane per riprendere ad allenarsi, più tre settimane aggiuntive dal suo rientro agli allenamenti per rientrare in prima squadra. |

## Calendario

### Pre-stagione
Il calendario della fase pre-stagionale è stato annunciato il 7 maggio 2020. Tuttavia, il 27 luglio 2020, il commissioner della NFL Roger Goodell ha annunciato la cancellazione totale della prestagione, a causa della pandemia di Covid-19.

### Stagione regolare
| Stagione regolare |                    |                         |                    |                    |                            |                    |
| Turno             | Data               | Avversario              | Risultato          | Record             | Stadio                     | Sintesi            |
| 1                 | 14 settembre       | Tennessee Titans        | S 14–16            | 0–1                | Empower Field at Mile High | Recap              |
| 2                 | 20 settembre       | at Pittsburgh Steelers  | S 21–26            | 0–2                | Heinz Field                | Recap              |
| 3                 | 27 settembre       | Tampa Bay Buccaneers    | S 10–28            | 0–3                | Empower Field at Mile High | Recap              |
| 4                 | 1 ottobre          | at New York Jets        | V 37–28            | 1–3                | MetLife Stadium            | Recap              |
| 5                 | Settimana di pausa | Settimana di pausa      | Settimana di pausa | Settimana di pausa | Settimana di pausa         | Settimana di pausa |
| 6                 | 18 ottobre         | at New England Patriots | V 18–12            | 2–3                | Gillette Stadium           | Recap              |
| 7                 | 25 ottobre         | Kansas City Chiefs      | S 16–43            | 2–4                | Empower Field at Mile High | Recap              |
| 8                 | 1 novembre         | Los Angeles Chargers    | V 31–30            | 3–4                | Empower Field at Mile High | Recap              |
| 9                 | 8 novembre         | at Atlanta Falcons      | S 27–34            | 3–5                | Mercedes-Benz Stadium      | Recap              |
| 10                | 15 novembre        | at Las Vegas Raiders    | S 12–37            | 3–6                | Allegiant Stadium          | Recap              |
| 11                | 22 novembre        | Miami Dolphins          | V 20–13            | 4–6                | Empower Field at Mile High | Recap              |
| 12                | 29 novembre        | New Orleans Saints      | S 3–31             | 4–7                | Empower Field at Mile High | Recap              |
| 13                | 6 dicembre         | at Kansas City Chiefs   | S 16–22            | 4–8                | Arrowhead Stadium          | Recap              |
| 14                | 13 dicembre        | at Carolina Panthers    | V 32–27            | 5–8                | Bank of America Stadium    | Recap              |
| 15                | 19 dicembre        | Buffalo Bills           | S 19–48            | 5–9                | Empower Field at Mile High | Recap              |
| 16                | 27 dicembre        | at Los Angeles Chargers | S 16–19            | 5–10               | SoFi Stadium               | Recap              |
| 17                | 3 gennaio          | Las Vegas Raiders       | S 31–32            | 5–11               | Empower Field at Mile High | Recap              |

Note: gli avversari della propria division sono in grassetto.

## Leader della squadra
| Categoria              | Giocatore        | Valore |
| ---------------------- | ---------------- | ------ |
| Yard passate           | Drew Lock        | 2.933  |
| Touchdown passati      | Drew Lock        | 16     |
| Yard corse             | Melvin Gordon    | 986    |
| Touchdown su corsa     | Melvin Gordon    | 9      |
| Ricezioni              | Noah Fant        | 62     |
| Yard ricevute          | Jerry Jeudy      | 856    |
| Touchdown su ricezione | Tim Patrick      | 6      |
| Punti                  | Brandon McManus  | 108    |
| Yard su rit. kickoff   | Diontae Spencer  | 281    |
| Yard su rit. punt      | Diontae Spencer  | 253    |
| Tackle                 | A.J. Johnson     | 124    |
| Sack                   | Malik Reed       | 8,0    |
| Fumble forzati         | Michael Ojemudia | 4      |
| Intercetti             | Justin Simmons   | 5      |

## Premi

### Premi settimanali e mensili
- Brandon McManus:

giocatore degli special team della AFC della settimana 4
giocatore degli special team della AFC della settimana 6
- Diontae Spencer:

giocatore degli special team della AFC della settimana 14
- Drew Lock:

quarterback della settimana 14